# Marcel Sendrail
 (mai 2019).
Marcel Sendrail, né le 31 août 1900 à Toulouse et mort le 3 juin 1976 à Clermont-le-Fort, est un médecin et écrivain français.

## Biographie
Marcel Sendrail est issu d’une lignée de paysans languedociens. Son père devint directeur de l’École vétérinaire de Toulouse. Interne en 1921, docteur en médecine en 1925, agrégé des facultés de médecine en 1930, Marcel Sendrail a enseigné la pathologie générale et la médecine expérimentale à la faculté de Toulouse jusqu’en 1971. Après une thèse de cancérologie expérimentale, il a orienté sa recherche vers l’endocrinologie. Ayant mené diverses recherches expérimentales sur le diabète, il fut appelé de 1942 à 1946 à diriger le Centre régional de l’insuline qui distribuait dans les départements du Sud-Ouest le peu d’insuline alors disponible.
Parallèlement à ses recherches expérimentales (plus de six cents publications), Marcel Sendrail a réfléchi en humaniste sur la pratique médicale. Dans ses travaux personnels ou dans les thèses qu’il inspirait, il s’est particulièrement intéressé à l’histoire de la médecine et a porté un regard médical sur les œuvres d’écrivains récents (Rilke, Paul Valéry…). Conférencier apprécié du public toulousain, il est très tôt entré dans les académies et sociétés savantes de sa ville, particulièrement l’Académie des Jeux floraux, dont il fut trente-trois ans mainteneur et dix-huit ans secrétaire perpétuel.

## Sa pensée
Contre une conception scientiste et techniciste, Marcel Sendrail a défendu une approche humaniste de la médecine, en laquelle il voit un instrument de culture et une source de sagesse. Contre la standardisation, il a souligné le principe d’individualisation en biologie. Il donne une place centrale à la maladie par où s’exprime l’individualité.
Son travail d’historien de la médecine se présente :
1. sous forme d’essais biographiques concernant des figures médicales, d’Hippocrate à Laennec, que l’on trouve dans des préfaces ou surtout dans les chapitres du Serpent et le Miroir et de Sages et Mages.
2. dans la grande enquête à laquelle il consacra ses dernières années et qui est restée inachevée, Histoire culturelle de la maladie, livre qui présente non le point ce vue du médecin et les progrès de la médecine mais le contexte où apparaissent et disparaissent les maladies qui caractérisent la culture de chaque siècle.

Enfin, son œuvre la plus achevée, Sagesse et délire des formes, porte un regard de médecin sur la signification des formes créées par la nature ou par l’art.

## Œuvre
- Ambroise Paré, textes choisis, présentés et commentés. Les Belles lettres, collection des Universités de France, Paris, 1953.
- Le Serpent et le miroir, collection l'Épi, Plon, Paris, 1954. Préface de Raymond Escholier

Prix international Lecomte du Nouy 1954
- Sagesse et délire des formes ?, Hachette, Paris, 1967. (Un volume de 252 pages avec 16 planches et 15 figures)

Grand prix du Rayonnement français (Académie française, 1968)
Prix Littré (Groupement des écrivains médecins, 1968)
- Sages et mages : le savoir et les secrets de la vie, collection « Le corps et l'esprit », Hachette, Paris, 1971.
- Solitude trahie, collection Anima, Privat, 1973.
- La Vie attentive, Privat, 1978. Préface de Philippe Wolff.
- Histoire culturelle de la maladie, Privat, 1980. (Ouvrage achevé par neuf collaborateurs). Un volume relié, 458 pages, 40 planches hors-texte). Réédité en 1981 en édition brochée sans hors-texte.